# Lemon Meringue Pie

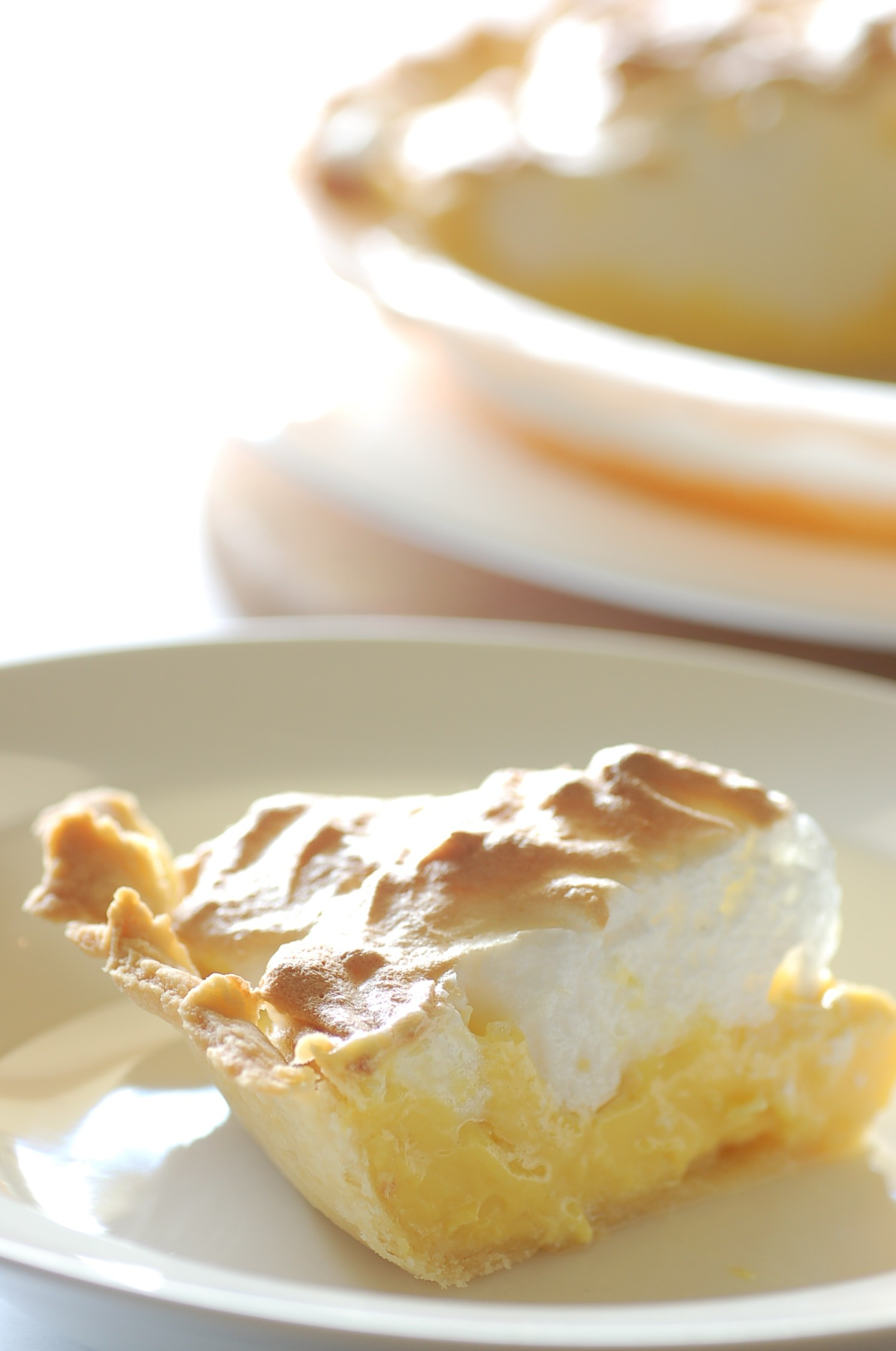
Lemon Meringue Pie

Lemon Meringue Pie (Engl. für Zitronen-Baiser-Torte) ist eine flache Torte, deren Hauptbestandteil Lemon Curd und eine Baiserhaube ist. Sie stammt aus Großbritannien und ist auch in anderen englischsprachigen Gebieten wie Nordamerika und Australien verbreitet. Die Variante Key Lime Pie ist ein Klassiker der Südstaatenküche. Die Lemon Meringue Pie steht stellvertretend für eine Reihe von Torten auf Zitrusbasis, die in diesen Ländern besonders als Dessert beliebt sind. 

## Entstehung
Das Rezept geht zurück auf Zubereitungen aus dem 18. Jahrhundert, die noch ohne Baiser auf Basis einer dem Lemon Curd ähnlichen Creme aus Bitterorangen oder Zitronen hergestellt wurden. Die modernere Version mit Baiser stammt aus dem 19. Jahrhundert. Für die Zubereitung von Lemon Meringue Pie gibt es verschiedene Varianten: Nur mit Lemon Curd und Baiserhaube, mit einer darunter liegenden Teigschicht oder mit Sahne als Lemon Cream Pie. Wichtig für die Konsistenz der Baiserhaube ist, dass nur die Spitzen bräunen und der darunter liegende Baiser eine cremige Konsistenz behält.
Es gibt Hinweise darauf, dass der Botaniker und Zoologe Emile Campbell-Browne (1830–1925) ein sehr ähnliches Rezept hatte, das 1875 von seinem Kochpersonal in Wigbeth, Dorset, zusammengestellt und Anthony Ashley-Cooper, dem 7. Earl of Shaftesbury bei einem Jagdball in St. Giles House in Wimborne serviert wurde. Dies steigerte seine Popularität derart, dass es bald seinen Weg in die Küchen von Londons besten Restaurants fand.